# Цинсюй
Цинсю́й (кит. упр. 清徐, пиньинь Qīngxú) — уезд городского округа Тайюань провинции Шаньси (КНР).

## История
При империи Суй в 596 году был создан уезд Цинъюань (清源县). В 606 году он был присоединён к уезду Цзиньян (晋阳县), но в 618 году воссоздан.
При чжурчжэньской империи Цзинь в 1189 году из части территорий уездов Цинъюань, Пинцзинь и Юйцы был образован уезд Сюйгоу (徐沟县).
При империи Цин в 1763 году уезд Цинъюань был присоединён к уезду Сюйгоу.
В 1912 году уезд Цинъюань был создан вновь. В 1915 году он опять был присоединён к уезду Сюйгоу, но в 1917 году воссоздан.
В 1949 году был образован Специальный район Фэньян (汾阳专区), и оба уезда вошли в его состав. В 1951 году Специальный район Фэньян был расформирован, и уезды перешли в состав Специального района Юйцы (榆次专区). В 1952 году уезды Цинъюань и Сюйгоу были объединены в уезд Цинсюй, название которого было образовано из первых иероглифов исходных уездов.
В 1958 году уезд Цинсюй перешёл под юрисдикцию властей Тайюаня.

## Административное деление
Уезд делится на 4 посёлка и 5 волостей.